# Anna Jelonek
Anna Jelonek, z d. Jaskurzyńska (ur. 10 stycznia 1962 w Jędrzejowie) – polska koszykarka grająca na pozycji silnej skrzydłowej.

## Życiorys

### Kariera klubowa
Od 1980 była zawodniczką Wisły Kraków. W 1981 zdobyła z drużyną wicemistrzostwo Polski juniorek. Z drużyną seniorską wywalczyła 7 medali Mistrzostw Polski: 4 złote (1981, 1984, 1985, 1988), 2 srebrne (1983, 1987) i 1 brązowy (1982). Do Anny Jelonek należy rekord zdobytych punktów w jednym meczu – 29 listopada 1986 roku w meczu z Włókniarzem Białystok zdobyła 51 punktów. Zajmuje drugie miejsce (zaraz za Teresą Komorowską-Schielke) w średniej punktów na mecz – w sezonie 1987/88 rzucała średnio 28,3 punktów. Po dwóch pierwszych meczach sezonu 1988/89 udała się na urlop macierzyński, następnie wystąpiła jeszcze w jednym spotkaniu sezonu 1990/1991 i zakończyła karierę.
W sezonie 1994/95 właściciele Korony Kraków namówili zawodniczkę do powrotu na boisko. Po raz kolejny stała się liderką zespołu, tym razem na zapleczu ekstraklasy – notując średnio ponad 28 punktów w meczu. W kolejnym sezonie wystąpiła w barwach Korony tylko w ośmiu spotkaniach i zrezygnowała z gry.

### Kariera reprezentacyjna
W 1981 roku z reprezentacją Polski juniorek zajęła 11. miejsce na mistrzostwach Europy w tej kategorii wiekowej. Z reprezentacją seniorską wystąpiła na mistrzostwach Europy – w 1985 (6. miejsce) i 1987 (10. miejsce). Na tych drugich mistrzostwach notowała średnio 19,7 punktów w meczu, co dało jej 4. miejsce w generalnej klasyfikacji strzelców.

## Sukcesy
- 4 złote medale Mistrzostw Polski
- rekord punktowy ligi – 51 punktów
- wybrana 4-krotnie do piątki ligi według Przeglądu Sportowego (1984/85,1985/86,1986/87,1987/88)